# Oppo A93
Oppo A93 là Điện thoại thông minh tầm trung được sản xuất bởi Oppo. Oppo A93 vào ngày 1 tháng 10 năm 2020 với mức giá khởi điểm là khoảng 7 triệu đồng.

## Liên kết
- Trang web chính thức Oppo A93 Lưu trữ ngày 28 tháng 1 năm 2021 tại Wayback Machine
- Trang web chính thức Oppo F17 Pro (Ấn Độ)
- Trang web chính thức Oppo Reno4 Lite (Ukraina)
- Trang web chính thức Oppo Reno4 F (Indonesia)